# Contea di Cammarata
La Contea di Cammarata  fu un'entità feudale esistita in Sicilia tra la fine del XVI secolo e gli inizi del XIX secolo. Il suo territorio corrispondeva all'odierno comune di Cammarata, in provincia di Agrigento.

## Storia
Le origini del feudo di Cammarata, nel Val di Mazara, risalgono alla fine dell'XI secolo, con l'inizio della dominazione normanna. Nel 1087, il normanno Ruggero I d'Altavilla, dopo aver cacciato i Saraceni dalla zona, concedette il contado di Cammarata in feudo alla sua congiunta Lucia, normanna anch'ella, cognomatasi de Camerata. Nel 1258, il re Manfredi di Sicilia, la concesse a Federico Maletta, il quale fu assassinato due anni più tardi, e la signoria di Cammarata passò al figlio Francesco. Quest'ultimo, nella guerra scoppiata tra gli Svevi e gli Angioini, aderì al partito di questi ultimi, e quando Carlo I d'Angiò assunse il trono del Regno di Sicilia, poté così mantenere i suoi possessi feudali, tra cui Cammarata. Morto senza eredi, gli succedette nel possesso del feudo il cugino Manfredi Maletta juniore, che perdette nel 1302 a seguito della Pace di Caltabellotta firmata tra Angioini e Aragonesi.
Il re Federico III di Sicilia diede in feudo la terra di Cammarata a Vinciguerra Palizzi per privilegio dato il 18 ottobre 1302. Contestualmente, veniva staccato il feudo Chincana, concesso a Bartolomeo di Brindisi. L'unica figlia del Palizzi, Macalda, intorno al 1326 sposò Sancio d'Aragona, figlio naturale del re Pietro il Grande, che per mezzo di tale unione assunse la signoria di Cammarata. Gli Aragona persero Cammarata nel 1391 con Bartolomeo, che la ebbe confiscata dal re Martino I di Sicilia per l'accusa di fellonia. Dal 1393 al 1398, la terra di Cammarata fu in possesso di Pietro di Queralt, poi confiscatagli per fellonia, e successivamente assegnata a Guglielmo Raimondo Moncada Peralta, marchese di Malta e Gozo, il quale poco dopo la ebbe confiscata dal Re Martino per la medesima accusa.
I Moncada recuperarono il possesso del feudo, che nel 1431 vendettero assieme alla baronia di Motta Sant'Agata e la fortezza di Pietra d'Amico per 40.000 fiorini a Giovanni Abbatelli detto Patella, di facoltosa famiglia di origine lucchese. Ridimensionata con la costruzione del casale di San Giovanni avvenuta nel 1451, nell'anno medesimo il re Alfonso V d'Aragona concedette il titolo di conte sulla terra di Cammarata a Federico Abbatelli Chiaramonte, figlio di Giovanni, che alla morte del genitore ne conseguì il possesso per investitura ottenuta il 25 settembre 1453.
Nel 1523, la Contea di Cammarata, cui titolare era Federico Abbatelli Cardona, fu confiscata a quest'ultimo per fellonia dalle autorità, essendo stato tra i nobili siciliani che organizzarono la congiura contro la Corona spagnola, e che perciò fu giustiziato. La vedova dell'Abbatelli, Margherita, riuscì a recuperare il possesso dello stato, che passò in dote ai Branciforte nel 1536, avendo contratto matrimonio con Blasco Branciforte, barone di Tavi. I Branciforte quali nuovi feudatari, trasformarono l'abitato di Cammarata, che registrò un importante sviluppo urbanistico e demografico, maggiore che negli altri periodi della sua storia, con la costruzione di numerosi edifici civili e religiosi, e l'afflusso di artisti e maestranze da altre località siciliane. Un'ulteriore riduzione territoriale della Contea avvenne con la creazione del Ducato di San Giovanni nel 1587 con il conte Ercole Branciforte Settimo.
Nel 1669, a seguito del matrimonio di Giovanna Branciforte Moncada (1645-1680), unica figlia del duca-conte Girolamo, con Ferdinando Moncada Gaetani dei Principi di Paternò, i due Stati feudali di Cammarata e di San Giovanni passarono in dote ai Moncada, che ne furono possessori fino al 1812, con l'abolizione del feudalesimo in Sicilia avvenuta in quell'anno, sancita con la promulgazione della Costituzione siciliana, concessa dal re Ferdinando III di Borbone in risposta alla rivolta scoppiata nell'isola e all'avanzata napoleonica.

## Cronotassi dei Conti di Cammarata

### Epoca feudale
- Federico Abbatelli Chiaramonte (1451-1478)
- Francesco Abbatelli de Luna (1478-1485)
- Antonio Abbatelli Cardona (1485-1503)
- Federico Abbatelli Ventimiglia (1503-1523)
- Margherita Abbatelli Branciforte (1523-1536)
- Blasco Branciforte Alagona (1536-?)
- Girolamo Branciforte Abbatelli (?-1568)
- Ercole Branciforte Settimo (1568-1616)
- Girolamo Branciforte Tagliavia (1616-1622)
- Francesco Branciforte Gioeni (1622-1652)
- Girolamo Branciforte Gioeni (1652-1657)
- Giovanna Branciforte Moncada (1657-1667)
- Ferdinando Moncada Gaetani (1667-1712)
- Luigi Guglielmo Moncada Branciforte (1712-1743)
- Francesco Rodrigo Moncada Ventimiglia (1747-1764)
- Giovanni Luigi Moncada Ruffo (1764-1812)

### Epoca post-feudale
- Giovanni Luigi Moncada Ventimiglia Ruffo (1812-1827)
- Pietro Moncada Beccadelli di Bologna (1827-1861)
- Corrado Moncada Bajada (1861-1895)
- Pietro Moncada Starrabba (1895-1920)
- Ugo Moncada Valguarnera (1920-1946)